# Radeče
Radeče este un oraș din comuna Radeče, Slovenia, cu o populație de 2.296 de locuitori.